# 永源寺 (坂戸市仲町)
永源寺（えいげんじ）は、埼玉県坂戸市にある曹洞宗の寺院。

## 歴史
1592年（文禄元年）、島田利秀の開基である。ただ実際の創建者は子の島田重次である。重次は主君の徳川家康より坂戸領に封ぜられた。重次は既に隠居の身だった父の利秀を坂戸に呼び寄せて開基に据え、越生の龍穏寺から大鐘良賀を開山として招聘し、寺を創建した。
当寺歴代住職で著名な人物に鉄心御州がいる。鉄心御州は、1660年（万治3年）に曹洞宗大本山永平寺貫首に就任、後西天皇より「大覚仏海禅師」の勅賜禅師号を賜っている。

## 万治高尾伝説
当寺には「万治高尾」に纏わる伝説がある。万治高尾とは吉原の遊女二代目高尾太夫（以降、「万治高尾」「高尾」とする）のことである。
万治高尾は徳川家綱の小姓を務めた島田権三郎利直（以降、「権三郎」とする）と恋仲であったが、そこに仙台藩藩主の伊達綱宗が横恋慕し介入してきた。そして綱宗が高尾の奪取を強行しようとしたため、権三郎は高尾を島田氏の所領の坂戸に匿った。高尾は坂戸で病に倒れ、1660年（万治3年）に亡くなった。当寺にある「月桂円心大姉」の墓が高尾の墓といわれている。
高尾の死後、権三郎は出家して「道哲」と名乗り、浅草の西方寺（現在は東京都豊島区に移転）で高尾の菩提を弔う日々を送ったという。

## 行事
- 1月10日 - だるま市

- 5月5日 - 釈尊降誕祭

## 交通アクセス
- 坂戸駅より徒歩9分。